# Linköping Arena
Linköping Arena – stadion piłkarski w Linköping, w Szwecji. Może pomieścić 8400 widzów, z czego 7400 miejsc jest siedzących (6300 pod dachem). Obiekt został wybudowany w latach 2011–2013 i zainaugurowany 5 maja 2013 roku. Na otwarcie odbył się występ artysty Markoolio oraz rozegrany został mecz piłkarski ligi szwedzkiej kobiet (Linköpings FC – KIF Örebro DFF 2:2). Gospodarzem areny jest klub Linköpings FC, który przed jej otwarciem korzystał ze stadionu Folkungavallen. Stadion był jedną z aren piłkarskich Mistrzostw Europy kobiet 2013. Odbyły się na nim trzy spotkania fazy grupowej oraz jeden ćwierćfinał turnieju.